# Liste der geschützten Landschaftsbestandteile im Landkreis Uelzen
Im Landkreis Uelzen gibt es diese ausgewiesenen geschützten Landschaftsbestandteile.
| Stieleichen-Buchengehölz                       | BW | GLB UE 00001 | Uelzen                            | ⊙ |  | 14. Okt. 1986 |
| Ehemalige Sandentnahmestelle                   | BW | GLB UE 00002 | Gerdau                            | ⊙ |  | 4. Nov. 1987  |
| Heidemoor „Kottenbusch“                        | BW | GLB UE 00003 | Uelzen am Uelzener Stadtforst     | ⊙ |  | 4. Nov. 1987  |
| Orchideenwiese                                 | BW | GLB UE 00004 | Westerweyhe                       | ⊙ |  | 3. Feb. 1987  |
| Feuchte Brachfläche Hohnstorf                  | BW | GLB UE 00005 | Bienenbüttel beim Elbeseitenkanal | ⊙ |  | 17. Dez. 1987 |
| Feuchtbiotop Seedorf                           | BW | GLB UE 00006 | Bad Bevensen, Seedorf             | ⊙ |  | 23. Aug. 1988 |
| Feldgehölz bei Bankewitz                       | BW | GLB UE 00008 | Stoetze                           | ⊙ |  | 29. Juni 1993 |
| Baumschutzsatzung Stadt Uelzen                 | BW | GLB UE 00009 | Uelzen                            | ⊙ |  | 14. Dez. 1998 |
| Eichen bei Altenebstorf                        | BW | GLB UE 00010 | Ebstorf, Altenebstorf             | ⊙ |  | 5. Dez. 2005  |
| Baumschutzsatzung Stadt Bad Bevensen           | BW | GLB UE 00011 | Bad Bevensen                      | ⊙ |  | 6. März 2013  |
| Legende für Geschützter Landschaftsbestandteil |    |              |                                   |   |  |               |